# Заречная улица (Владикавказ)

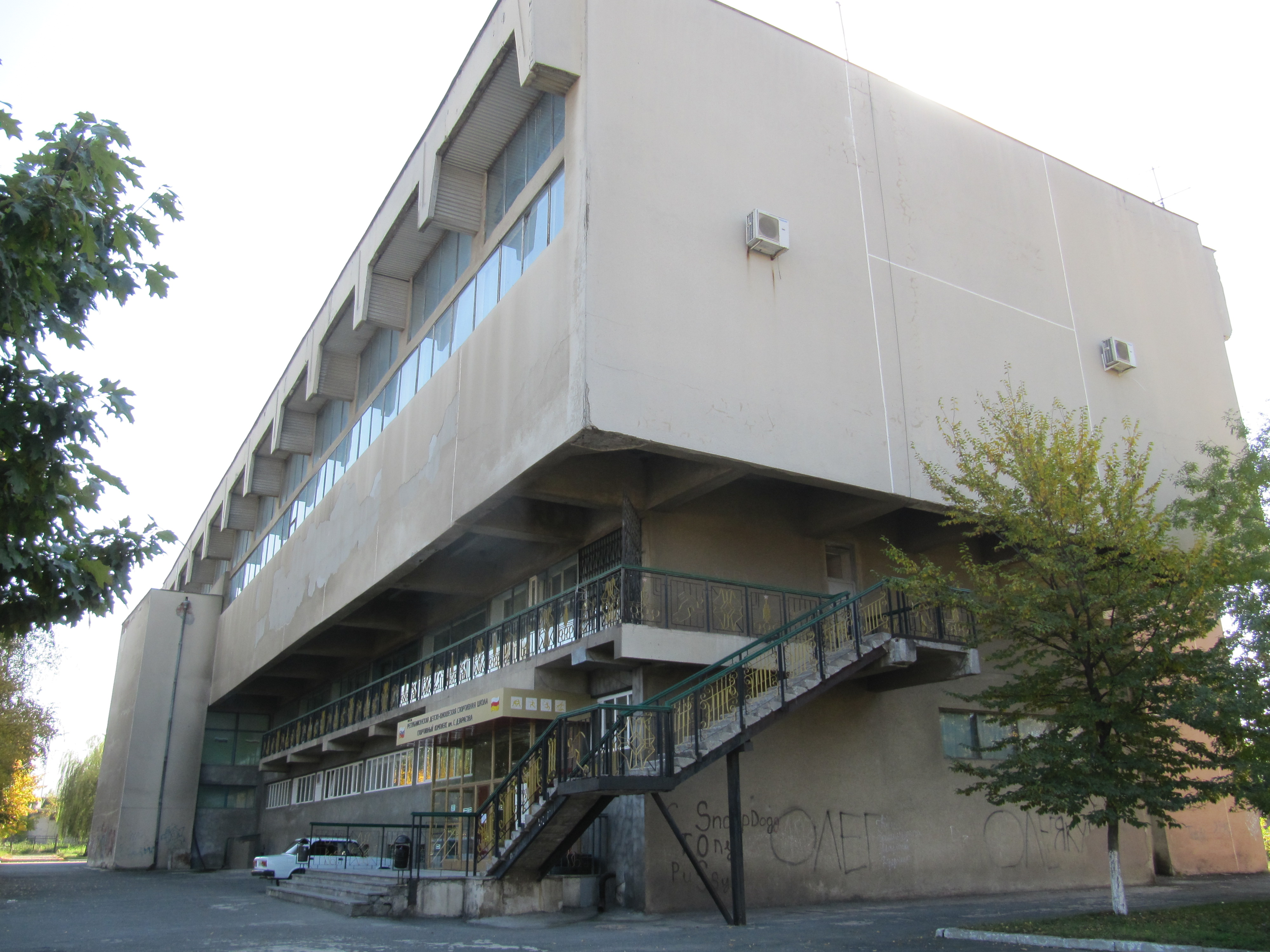
Спортивный комплекс имени С. Дзарасова

Заречная улица — улица во Владикавказа, Северная Осетия, Россия. Находится в Затеречном муниципальном округе между улицами Кирова и Островского. Начинается от Кировского моста.
Заречная улица располагается на левом берегу реки Терека и пролегает параллельно улице Затеречной.

## История
Улица образовалась в конце XIX века. Впервые отмечена на плане Областного города Владикавказа Терской области от 1911 года как улица Сухое русло. Упоминается под этим же названием в Перечне улиц, площадей и переулков от 1911 и 1925 годов.
Современная улица образовалась путём разделения улицы Сухое русло на несколько различных улиц. 18 мая 1954 года городской совет придал одностороннему участку улицы Сухое русло от Кировского моста до улицы Островского наименование Заречная улица.

## Значимые здания
- Республиканская детско-юношеская спортивная школа/ Спортивный комплекс имени С. Дзарахова.